# Гакона (Аляска)
Гакона (англ. Gakona) — переписна місцевість (CDP) в США, в окрузі Вальдес-Кордова штату Аляска. Населення — 169 осіб (2020).

## Географія
Гакона розташована за координатами 62°21′39″ пн. ш. 145°15′56″ зх. д. / 62.36083° пн. ш. 145.26556° зх. д. (62.360782, -145.265669).  За даними Бюро перепису населення США в 2010 році переписна місцевість мала площу 157,28 км², уся площа — суходіл.

### Клімат
Громада знаходиться у зоні, котра характеризується континентальним субарктичним кліматом.
| Клімат Гакони           | Клімат Гакони | Клімат Гакони | Клімат Гакони | Клімат Гакони | Клімат Гакони | Клімат Гакони | Клімат Гакони | Клімат Гакони | Клімат Гакони | Клімат Гакони | Клімат Гакони | Клімат Гакони | Клімат Гакони |
| Показник                | Січ.          | Лют.          | Бер.          | Квіт.         | Трав.         | Черв.         | Лип.          | Серп.         | Вер.          | Жовт.         | Лист.         | Груд.         | Рік           |
| Середній максимум, °C   | −14,1         | −9,9          | −0,9          | 6,9           | 14,5          | 19,8          | 22,1          | 19,8          | 13,3          | 2,6           | −10,3         | −13,3         | 4,3           |
| Середня температура, °C | −19,7         | −17,3         | −9            | −0,4          | 6,9           | 12,2          | 14,7          | 12,4          | 6,7           | −2,2          | −15,2         | −18           | −2,4          |
| Середній мінімум, °C    | −24,4         | −24,3         | −17,4         | −7,9          | −0,8          | 4,6           | 7,2           | 4,7           | −0,1          | −7,6          | −19,7         | −22,8         | −9            |
| Норма опадів, мм        | 16            | 19            | 14            | 11            | 18            | 41            | 60            | 48            | 34            | 37            | 22            | 23            | 341           |
| Днів з опадами          | 4             | 3             | 2             | 2             | 5             | 9             | 11            | 10            | 7             | 7             | 4             | 5             | 69            |
| ----------------------- | ------------- | ------------- | ------------- | ------------- | ------------- | ------------- | ------------- | ------------- | ------------- | ------------- | ------------- | ------------- | ------------- |
| Джерело: Weatherbase    |               |               |               |               |               |               |               |               |               |               |               |               |               |

## Демографія
Згідно з переписом 2010 року, у переписній місцевості мешкало 218 осіб у 86 домогосподарствах у складі 61 родини. Густота населення становила 1 особа/км².  Було 131 помешкання (1/км²).
Расовий склад населення:
| - 79,4 % — білих - 19,7 % — корінних американців |

До двох чи більше рас належало 0,9 %. Частка іспаномовних становила 0,9 % від усіх жителів.
За віковим діапазоном населення розподілялося таким чином: 26,1 % — особи молодші 18 років, 62,0 % — особи у віці 18—64 років, 11,9 % — особи у віці 65 років та старші. Медіана віку мешканця становила 40,7 року. На 100 осіб жіночої статі у переписній місцевості припадало 109,6 чоловіків;  на 100 жінок у віці від 18 років та старших — 117,6 чоловіків також старших 18 років.
Середній дохід на одне домашнє господарство  становив 92 602 долари США (медіана — 80 625), а середній дохід на одну сім'ю — 81 452 долари (медіана — 81 250). За межею бідності перебувало 8,8 % осіб, у тому числі 3,1 % дітей у віці до 18 років та 0,0 % осіб у віці 65 років та старших.
Цивільне працевлаштоване населення становило 60 осіб. Основні галузі зайнятості: мистецтво, розваги та відпочинок — 31,7 %, освіта, охорона здоров'я та соціальна допомога — 28,3 %, публічна адміністрація — 11,7 %, транспорт — 10,0 %.